# Azagra
Azagra è un comune spagnolo di 3 746 abitanti situato nella comunità autonoma della Navarra.